# راجر براون
راجر براون (انگلیسی: Roger Browne؛ زادهٔ ۱۳ آوریل ۱۹۳۰) بازیگر و صداپیشهٔ اهل کشور ایالات متحده آمریکا است. وی از دههٔ ۶۰ تا ۸۰ میلادی در شهر رم زندگی کرد و در فیلم‌های اروپایی ظاهر شد. وی تاکنون در بیش از ۳۰ فیلم سینمایی و تلویزیونی بازی کرده و در بیش از ۸۰۰ فیلم، صداپیشگی کرده است. از فیلم‌هایی که وی در آن نقش داشته است می‌توان به یک زن، دو دوست، چهار عاشق، رو به جلو… حرکت!، ولکان، پسر ژوپیتر، زنان زندانی بند ۷، ساموآ، ملکه جنگل و امانوئل در آمریکا اشاره کرد.